# Helicoverpa titicacae
Helicoverpa titicacae är en fjärilsart som beskrevs av V 1965. Helicoverpa titicacae ingår i släktet Helicoverpa och familjen nattflyn. Inga underarter finns listade i Catalogue of Life.